# Claußnitz
Claußnitz é um município da Alemanha, situado no distrito de  Mittelsachsen, no estado da Saxônia. Tem 21,12 km² de área, e sua população em 2019 foi estimada em 3.027 habitantes.